# 江東区 (寧波市)
江東区（こうとうく）は中華人民共和国浙江省寧波市にあった市轄区。2016年9月に鄞州区に編入された。

## 行政区画
- 街道：百丈街道、東勝街道、明楼街道、白鶴街道、東柳街道、東郊街道、福明街道、新明街道